# Hrabia Grey

Herb hrabiów Grey

## Informacje ogólne
- Tytuł hrabiego Grey został kreowany w 1806 r. w parostwie Zjednoczonego Królestwa dla Charlesa Greya, 1. barona Grey
- Dodatkowe tytuły:
  - wicehrabia Howick (kreowany w parostwie Zjednoczonego Królestwa w 1806)
  - baron Grey (kreowany w parostwie Zjednoczonego Królestwa w 1801)
- tytułem grzecznościowym najstarszego syna hrabiego Grey jest wicehrabia Howick

## Lista hrabiów
Baroneci Grey of Howick
- 1746–1749: Henry Grey, 1. baronet
- 1749–1808: Henry Grey, 2. baronet
- 1808–1845: Charles Grey, 3. baronet

Hrabiowie Grey 1. kreacji (parostwo Zjednoczonego Królestwa)
- 1806–1807: Charles Grey, 1. hrabia Grey
- 1807–1845: Charles Grey, 2. hrabia Grey
- 1845–1894: Henry Grey, 3. hrabia Grey
- 1894–1917: Albert Grey, 4. hrabia Grey
- 1917–1963: Charles Grey, 5. hrabia Grey
- 1963–2013: Richard Grey, 6. hrabia Grey
- 2014 -: Philip Kent Grey, 7. hrabia Grey)

Dziedzic tytułu hrabiego Grey: syn 7. hrabiego, Alexander Edward Grey, wicehrabia Howick (ur. 1968)